# Перемирие
«Перемирие» (укр. Перемир'я) — двадцять шоста пісня українського гурту «ВІА Гра»; перша за участю Анастасії Кожевнікової, Міші Романової й Еріки Герцеґ.

## Відеокліп
Зйомки кліпу проходили наприкінці жовтня 2013 року, в Києві. Кліп став дебютом нового складу: Анастасія Кожевнікова, Міша Романова, Еріка Герцеґ. Режисер кліпу виступив Алан Бадоєв.
Слова режисера Алана Бадоєва.

Моє бачення Перемир'я. Усі війни відбуваються навколо жіночого ложа ... Жінка служить або каталізатором агресії, або гасить її. Завойовування - найсексуальніший момент відносин.

У самому кліпі «Перемир'я» немає визначеного сюжета. Присутні елементи насилля між громадянами, а також використані сцени зі зброєю.
Прем'єра кліпу відбулася 12 листопада 2013 року на Інтернет-платформі YouTube.

## Учасники запису
- Анастасія Кожевнікова
- Міша Романова
- Еріка Герцеґ